# Calliactis parasitica
Calliactis parasitica là một loài hải quỳ có mối quan hệ với cua ẩn sĩ. Nó sinh sống ở đông Đại Tây Dương và Địa Trung Hải ở độ sâu từ khu vực từ bờ biển có thủy triều lên xuông và 60 m (200 ft). Nó có kích thước đến 10 cm × 8 cm (3,9 in × 3,1 in) với 700 xúc tu và có màu sắc rất đa dạng. Mối quan hệ giữa C. parasitica và cua tu sĩ là hỗ sinh: hải quỳ bảo vệ cua tu sĩ bằng các ngòi độc của mình và thu lợi từ thức ăn kéo lên bởi cử động của cua ẩn sĩ.

## Mô tả
Calliactis parasitica cao đến 100 milimét (3,9 in) và rộng đến 80 mm (3,1 in), với chân cột hơi rộng hơn một chút. Mặt cột xù xì và như da với bề ngoài có nổi hạt, nhưng không có sần và được chia thành các phần. Nó có nhiều màu khác nhau, nhưng thường có màu kem hoặc màu da bò với các vệt và những vệt đỏ hoặc nâu xám, mà có xu hướng hình thành các đường sọc dọc.

## Phân bố
Calliactis parasitica được tìm thấy ở đông bắc Đại Tây Dương và Địa Trung Hải. Dải phân bố ở Đại Tây Dương kéo dài từ tây nam châu Ấu đến tận cùng bờ phía bắc của Wales và Ireland, và Eo biển Manche. Mặc dù loài này đã được ghi nhận từ phía Nam Biển Bắc, các ghi nhận được coi là đáng ngờ.